# Karl von Terzaghi
Karl von Terzaghi (2. října 1883, Praha – 25. října 1963, Winchester (MA)) byl česko-rakousko-americký stavební inženýr, geolog, zakladatel půdní mechaniky, narozený v Čechách. K množství empirických dat, jež byla v jeho době už k dispozici, vytvořil teoretický model, který se dal dobře používat ve stavební praxi.

## Život
Narodil se v Praze, v Thunovské ulici (č.p. 20), kde má dnes pamětní desku. Jeho otec byl vysoký důstojník císařské armády a svého syna připravoval na vojenskou kariéru. Proto Karl navštěvoval různá vojenská gymnázia. Vystudoval mechaniku na Technické univerzitě ve Štýrském Hradci (Grazu), absolvoval roku 1904 a pracoval na projektech hrází a přehrad. Roku 1911 získal doktorát. Za první světové války nejprve sloužil u letectva rakouské armády, ale roku 1916 dostal pozvání na Imperiální technickou školu do Istanbulu. Protože Turecko bylo tehdy válečným spojencem Rakousko-Uherska, armáda ho propustila. Roku 1918 přešel na Robert College, která rovněž sídlila v Istanbulu, ale šlo o americkou instituci. Na ní učil do roku 1925. V istanbulské etapě učinil své klíčové výzkumy zemního tlaku a stability svahů. Závěry shrnul v průlomové práci Erdbaumechanik (Mechanika zemin) z roku 1925. Ta mu zajistila proslulost.
V roce 1925 odešel do Spojených států, kde nastoupil na MIT. V Americe také pomáhal s výpočty stability podloží pro mnoho staveb. V roce 1929 přijal vedení nově založené katedry půdní mechaniky na Technické univerzitě ve Vídni, ale od roku 1933 Do USA se nadobro vrátil roku 1938. Roku 1946 se stal se profesorem stavebního inženýrství na Harvardově univerzitě, až roku 1956 odešel do důchodu. Poté se ještě jako konzultant podílel na výstavbě Asuánské přehrady v Egyptě.

## Ocenění
Terzaghi byl čtyřikrát vyznamenán Normanovou medailí ASCE (American Society of Civil Engineers) (1930, 1943, 1946 a 1955) a získal devět čestných doktorátů, mimo jiné na technických univerzitách v Istanbulu (1949) a v Grazu (1963). Ve 22. okresu ve Vídni (Donaustadt) je po něm pojmenována ulice.